# ده تاوه مرادی
ده تاوه مرادی، روستایی از توابع بخش مرکزی شهرستان بویراحمد در استان کهگیلویه و بویراحمد ایران است.

## جمعیت
این روستا در دهستان سپیدار قرار دارد و براساس سرشماری مرکز آمار ایران در سال ۱۳۸۵، جمعیت آن زیر سه خانوار بوده‌است.